# Século XVII
O século XVII durou desde 1601 até 1700 no Calendário Gregoriano.
O século XVII vai até o período da Idade Moderna na Europa; o Antigo Regime (século XVII) é um século considerado o auge literário e artístico pelo Barroco e Classicismo, com o brilho e deslumbre das cortes (nomeadamente pela do Rei Sol), considerando também pelo seu esplendor como o Grand Siècle (o Grande Século) francês dominado por Luís XIV, a Revolução científica e a Crise Geral. A última foi caracterizada na Europa notoriamente pela Guerra dos Trinta Anos, a Grande Guerra Turca, o fim da Revolução Holandesa, a Guerra Luso-Holandesa, o declínio da República das Duas Nações (Polônia e Lituânia) e a Guerra Civil Inglesa.[carece de fontes?] A cultura do palco, onde a corte, a igreja, a academia e a ópera eram os principais palcos culturais onde se desenvolviam as artes para exaltar o poder real e religioso.
Alguns historiadores aumentam a extensão da Crise Geral para abranger o globo, uma vez que com o colapso demográfico da Dinastia Ming a China perdeu aproximadamente 30% de sua população. Foi nesse período também que a colonização europeia nas Américas começou de fato, incluindo a exploração de uma quantidade fabulosa de prata nos depósitos em Potosí, no Alto Peru e no México, o que resultou em grandes surtos de inflação, com a riqueza se espalhando da Europa para o resto do mundo.[carece de fontes?]
Navios espanhóis se tornaram alvos de marinheiros anglo-franceses (piratas), com base na Jamaica e em Tortuga, que atacavam colónias e navios espanhóis no Caribe e no leste do Pacífico. No final do século, estes piratas passaram a fazer viagens de longas distâncias das Américas até o Velho Mundo, para roubar muçulmanos e alvos da Companhia das Índias Orientais no Índico e no Mar Vermelho.
Em meio a essa crise global geral, houve vitória e triunfo: no Oriente Médio os impérios turco otomano, persa safávida e indiano mogol cresceram em força. No leste do Japão, Tokugawa Ieyasu estabeleceu o Período Edo no começo do século, iniciando a política isolacionista Sakoku, que duraria até o século XIX. Na China, a colapsante Dinastia Ming foi desafiada por uma série de conquistas lideradas pelo senhor da guerra manchu Nurhachi que foram consolidadas pelo seu filho Huang-Taiji e finalmente consumadas pelo seu neto, o imperador Shunzhi, fundador da Dinastia Qing.[carece de fontes?]
A política europeia, durante a Crise, foi dominada pela França de Luís XIV, onde o poder real foi solidificado domesticamente na guerra civil da Fronda, na qual a nobreza francesa semifeudal foi enfraquecida e subjugada pelo poder de uma monarquia absolutista através da reinvenção do Palácio de Versalhes. Com a paz doméstica assegurada, Luís XIV apontou para as fronteiras da França, que foram expandidas para incluir, entre outras regiões, Rossilhão, Artois, Dunquerque, Franche-Comté, Estrasburgo, Alsácia e Lorena. Foi durante este século que o monarca inglês se tornou uma figura de proa simbólica e o Parlamento se tornou a força dominante no governo - um contraste com a maior parte da Europa, em particular a França.[carece de fontes?]
Até o fim do século, os europeus já conheciam os logaritmos, eletricidade, telescópio e microscópio, cálculo, a lei da gravitação universal, as Leis de Newton, pressão atmosférica e calculadoras devido ao trabalho dos primeiros cientistas da Revolução Científica, incluindo Isaac Newton, Gottfried Wilhelm Leibniz, Galileo Galilei, René Descartes, Blaise Pascal, Gilles Personne de Roberval, Pierre de Fermat, Robert Hooke, Robert Boyle, Antoni van Leeuwenhoek e William Gilbert, entre outros iluministas.[carece de fontes?]

## Anos
1601 | 1602 | 1603 | 1604 | 1605 | 1606 | 1607 | 1608 | 1609 | 1610
1611 | 1612 | 1613 | 1614 | 1615 | 1616 | 1617 | 1618 | 1619 | 1620
1631 | 1632 | 1633 | 1634 | 1635 | 1636 | 1637 | 1638 | 1639 | 1640
1621 | 1622 | 1623 | 1624 | 1625 | 1626 | 1627 | 1628 | 1629 | 1630
1641 | 1642 | 1643 | 1644 | 1645 | 1646 | 1647 | 1648 | 1649 | 1650
1651 | 1652 | 1653 | 1654 | 1655 | 1656 | 1657 | 1658 | 1659 | 1660
1661 | 1662 | 1663 | 1664 | 1665 | 1666 | 1667 | 1668 | 1669 | 1670
1671 | 1672 | 1673 | 1674 | 1675 | 1676 | 1677 | 1678 | 1679 | 1680
1681 | 1682 | 1683 | 1684 | 1685 | 1686 | 1687 | 1688 | 1689 | 1690
 1691 | 1692 | 1693 | 1694 | 1695 | 1696 | 1697 | 1698 | 1699 | 1700

## Décadas
Década de 1600 | Década de 1610 | Década de 1620 | Década de 1630 | Década de 1640 | Década de 1650 | Década de 1660 | : : Década de 1670 | Década de 1680 | Década de 1690
1. ↑  «A cultura do palco. Características da arquitetura barroca: continuidades e ruturas». estudoemcasa.dge.mec. 11 de novembro de 2020. Consultado em 27 de julho de 2025